# عطاء المعاملات الديمقراطية
عطاء المعاملات الديمقراطية يُعد شكلاً من أشكال العطاء للشركات، كما أنه يعد بمثابة أحدث تطور في التسويق للقضايا، (حيث يعرف بأنه انضمام الشركات الهادفة للربح مع الشركات غير الهادفة للربح من أجل الترويج للقضايا) حيث يسيطر المستهلكون، وليست العلامة التجارية ذات الصلة، سيطرة تامة على الأسباب التي يختارون دعمها. ويمنح عطاء المعاملات الديمقراطية، من خلال تعظيم عطاء الشركات التقليدي والتسويق للقضايا بالمشاركة، القدرة للمستهلكين لكي يصبحوا مدافعين بشكل أفضل عن العلامة التجارية والقضايا، مع الترويج للتأثير السلوكي القوي الذي يهدف إلى تحقيق المزيد من الولاء والالتزام بالعلامة التجارية.
ويعد عطاء المعاملات الديمقراطية الناجح بمثابة النمو أو النتيجة لحملة تسويق للولاء تتعلق بالقضية ويتم تحقيقها بشكل كامل، ولا يربط فقط الشركات غير الهادفة للربح مع الشركات الهادفة للربح، بل يحقق ذلك في سياق برنامج ولاء موجود للشركة. والنتيجة هي أن المستهلكين يمكنهم تحويل أي مكافآت غير مستخدمة تصدرها الشركة في شكل نقاط أو أميال أو غيرها من الوحدات من أجل القضايا والشركات غير الهادفة للربح التي يختارونها.
الاختلاف عن العطاء التقليدي للشركات
حسب شركة KULA Causes, Inc. من بولدر في كولورادو، والتي قامت في عام 2010 بتصميم وإطلاق حل تسويق الولاء المتعلق بالقضايا (CLM) والبرمجي للشركات التي تبحث عن تحسين جهودها المتعلقة بالولاء والعطاء، فإن العطاء/التسويق للقضايا قد تطور عبر ثلاث مراحل.
والمرحلة الأولى كانت عبارة عن منهجية تلقائية، حيث كانت العلامة التجارية تقوم باختيار القضية ذات الصلة، وكانت العلامة التجارية تنشر «قصة القضية»، وكانت النتيجة تأثيرًا سلوكيًا منخفضًا على العملاء. وقد شهدت المرحلة الثانية نموًا للتسويق لقضايا العطاء. وفي إطار هذا التحسين، كانت الشركات تختار مجموعة من القضايا (وتقوم بنشر قصة القضية)، في حين كان العملاء يختارون القضايا من بين تلك الاختيارات المحدودة. والنتيجة هي تنمية التأثير السلوكي للعملاء. وفي عطاء المعاملات الديمقراطية، كان يتم تمرير القرارات ومسئولية دعم العلامة التجارية إلى العميل، وهو مستوى من مستويات التحكم التي تلهم التأثير السلوكي القوي.
امتيازات الشركات؛
عندما تسمح الشركات للعملاء بالتبرع بالمكافآت التي لا يتم استخدامها للقضايا التي يختارها العملاء، يحمل العميل تقديرًا ضخمًا للشركة. وقد اكتشف إيلدمان بي آر (PR) في دراسة تحت عنوان "Goodpurpose Study" أُجريت في عام 2012 أن «72% من العملاء يمكن أن يوصوا بالعلامات التجارية التي تدعم القضايا الجيدة مقابل العلامات التجارية التي تدعم مثل تلك القضايا، وهو ما يمثل زيادة بنسبة 39% منذ عام 2008.» ومن خلال تسهيل عطاء المعاملات الديمقراطية، يمكن أن تشهد الشركات ميزة تتمثل في زيادة مستوى ولاء العملاء.
امتيازات العملاء؛
تغذي قدرة البشر الراسخة في التعاطف الرغبة في مساعدة المحتاجين، لأن الأشخاص يمكنهم تخيل أنفسهم في نفس هذا الموقف.
 ويستفيد العملاء الذين يهتمون بهذا الجانب من المشاعر الإيجابية المقترنة بإنفاق الأموال على قضايا خيرية.

امتيازات الشركات غير الهادفة للربح؛
تستفيد الشركات غير الهادفة للربح بشكل إجمالي عندما يحدد المستهلكون، وليس الشركات، وجهة التبرعات، بما في ذلك التبرعات بمكافآت برامج الولاء التي لا يتم الحصول عليها. وهذا يرجع إلى أن الأعداد المتزايدة من المستهلكين المشاركين في عطاء المعاملات الديمقراطية يعني كذلك تنوعًا أكبر ينجم عن مساعدة الشركات غير الهادفة للربح حسب انتماءات القضايا لكل مستهلك مفرد، ونوع القضايا التي يرغبون في دعمها.

## وصلات خارجية
- نسخة محفوظة 29 مارس 2015 على موقع واي باك مشين.